# Andreas Carlson
Andreas Thomas Carlson (Karlsson) (ur. 13 lutego 1987 w gminie Mullsjö) – szwedzki polityk i samorządowiec, działacz Chrześcijańskich Demokratów, poseł do Riksdagu, minister spraw infrastruktury i mieszkalnictwa (od 2022).

## Życiorys
Uczęszczał do szkoły średniej w Jönköping, kształcił się na różnych kursach m.in. na Uniwersytecie w Lund i w kolegium teologicznym Johannelunds teologiska högskola w Uppsali. Zajmował się dziennikarstwem, pisał m.in. w lokalnej gazecie „Västgöta-Bladet”. Zaangażował się w działalność polityczną w ramach Chrześcijańskich Demokratów, obejmował różne funkcje w strukturze partii i jej organizacji młodzieżowej KDU. W latach 2009–2010 był sekretarzem prasowym europosła Alfa Svenssona. W latach 2006–2014 wchodził w skład rady gminy Mullsjö.
W 2010 kandydował bez powodzenia do Riksdagu. W tym samym roku zasiadł jednak w parlamencie w miejsce jednego z ministrów, obowiązki deputowanego wykonywał do końca kadencji w 2014. W wyborach w tym samym roku uzyskał mandat poselski. Z powodzeniem ubiegał się następnie o reelekcję w 2018. W latach 2015–2022 pełnił funkcję przewodniczącego frakcji parlamentarnej swojego ugrupowania.
W październiku 2022 objął urząd ministra spraw infrastruktury i mieszkalnictwa w nowo powołanym rządzie Ulfa Kristerssona.